# Campeonato Uruguaio de Futebol de 1942 – Segunda Divisão
A Segunda Divisão Uruguaia de 1942, também conhecida como Segunda Divisão do Campeonato Uruguaio de 1942 ou oficialmente como Campeonato Uruguayo de Primera División "B" 1942 ou simplesmente como Primera "B" de 1942, foi a edição de estreia da Primera División "B", liga correspondente à segunda divisão profissional do futebol no Uruguai. A Primera División "B" foi fundada em 1942 como a segunda divisão profissional do futebol uruguaio. Até então, existia apenas uma divisão profissional, criada em 1932, e a segunda divisão — denominada Intermedia — tinha caráter amador, não concedendo acesso direto à divisão profissional. Para subir, era necessário disputar uma espécie de repescagem contra o último colocado da primeira divisão, o que geralmente resultava em vitória do clube da divisão superior.
O Miramar sagrou-se campeão da temporada e conquistou a única vaga disponível para a primeira divisão do Campeonato Uruguaio de 1943. O principal goleador da temporada foi J. P. Funes, atacante do Wilson, que marcou 15 gols ao longo da competição.
Na parte de baixo da tabela, ao final da temporada, o Misiones acabou sendo rebaixado para a Divisional Intermedia, nome da terceira divisão do futebol uruguaio entre 1942 e 1971.

## Visão geral da temporada
A temporada de 1942 marcou a estreia da Primera División "B", a nova segunda divisão profissional do futebol uruguaio. O título ficou com o Miramar, que teve uma campanha muito sólida: venceu 8 dos 14 jogos, perdeu só uma vez. Na cola do líder, veio o Progreso, que também fez um bom campeonato e terminou como vice. O terceiro lugar ficou com o Bella Vista, que apesar de não levar o troféu, teve o melhor ataque da temporada — foram 29 gols marcados. O Cerro também ficou ali na parte de cima da tabela, em quarto lugar, com bons números tanto no ataque quanto na defesa. Já o Wilson terminou em quinto, mas teve um brilho individual: J. P. Funes, do clube, foi o artilheiro do campeonato com 15 gols. Na parte de baixo da tabela, Colón, San Carlos e Misiones tiveram campanhas mais difíceis. O Misiones, aliás, acabou com a pior campanha — só uma vitória e muitos gols sofridos (30 ao todo). Foi o último colocado e deixou o torneio depois daquela temporada.

## Regulamento
O campeoanto foi disputado no sistema de pontos corridos, de forma contínua, em turno e returno, sendo 7 (sete) jogos de ida e 7 (sete) jogos de volta, sagrando-se campeão o clube que acumular o maior número de pontos ganhos em toda a disputa. O último colocado na tabela ao final das 14 rodadas será rebaixado para a terceira divisão do Campeonato Uruguaio de 1943. O rebaixamento é automático, seguindo a classificação final por pontos.

## Participantes
Os oito clubes fundadores da nova competição foram: Bella Vista, Cerro, Colón, Miramar, Misiones, Progreso, San Carlos e Wilson.
| Clube                     | Cidade     | Participação(ões) | Edição anterior |
| ------------------------- | ---------- | ----------------- | --------------- |
| Club Atlético Bella Vista | Montevidéu | 1                 | —               |
| Club Atlético Cerro       | Montevidéu | 1                 | —               |
| Colón Fútbol Club         | Montevidéu | 1                 | —               |
| Club Sportivo Miramar     | Montevidéu | 1                 | —               |
| Misiones Football Club    | Montevidéu | 1                 | —               |
| Club Atlético Progreso    | Montevidéu | 1                 | —               |
| San Carlos                | Montevidéu | 1                 | —               |
| Wilson Fútbol Club        | Montevidéu | 1                 | —               |
| 1. 2.                     |            |                   |                 |

## Tabela
| Classificação | Classificação | Pts. | J  | V | E | D | GP | GC | SG  | Resultado final                             |
| ------------- | ------------- | ---- | -- | - | - | - | -- | -- | --- | ------------------------------------------- |
| 1             | Miramar       | 21   | 14 | 8 | 5 | 1 | 28 | 14 | 14  | Campeão. Promovido para a Primera División. |
| 2             | Progreso      | 19   | 14 | 7 | 5 | 2 | 22 | 15 | 7   |                                             |
| 3             | Bella Vista   | 18   | 14 | 7 | 4 | 3 | 29 | 10 | 19  |                                             |
| 4             | Cerro         | 17   | 14 | 7 | 3 | 4 | 25 | 14 | 11  |                                             |
| 5             | Wilson        | 12   | 14 | 5 | 2 | 7 | 18 | 25 | −7  |                                             |
| 6             | Colón         | 10   | 14 | 3 | 4 | 7 | 14 | 20 | −6  |                                             |
| 7             | San Carlos    | 9    | 14 | 3 | 3 | 8 | 9  | 25 | −16 |                                             |
| 8             | Misiones      | 6    | 14 | 1 | 4 | 9 | 8  | 30 | −22 | Rebaixado para a Divisional Intermedia.     |

| Fonte: Segunda División Profesional (em castelhano) |

## Resumo da temporada
| Nome oficial do campeonato          | Campeonato Uruguaio da Primeira Divisão "B" de 1942 |
| Organizadora                        | Associação Uruguaia de Futebol (AUF)                |
| Patrocinador                        | —                                                   |
| Datas                               | ? — ?                                               |
| Campeão                             | Miramar                                             |
| Promovido para a 1ª divisão de 1943 | Miramar                                             |
| Rebaixado para a 3ª divisão de 1943 | Misiones                                            |
| Artilheiro                          | J. P. Funes , do Wilson, com 15 gols                |